# 第一次世界大戰期間技術

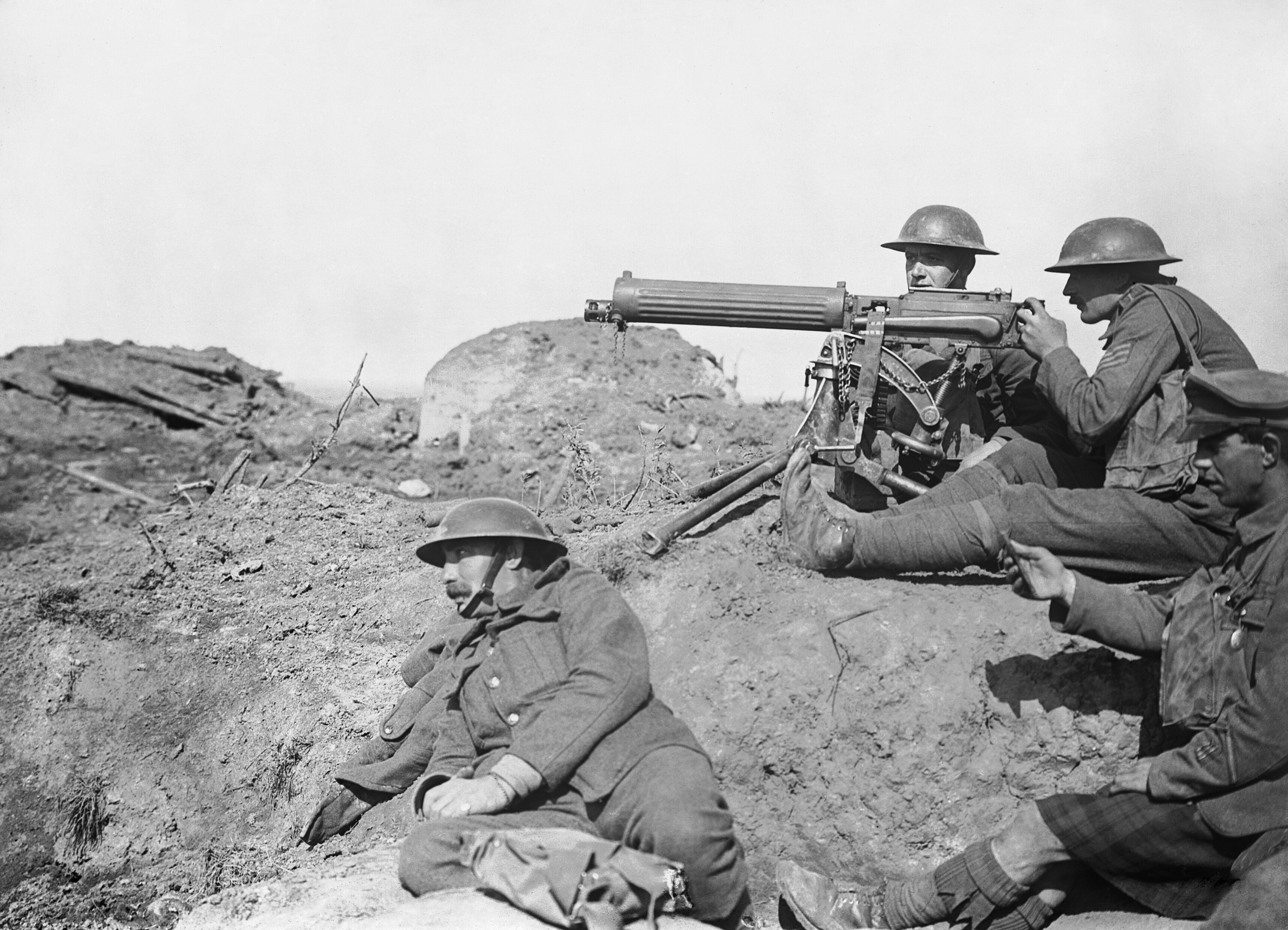
机枪在第一次世界大战期间成为了战争利器。图为西线战场的英军维克斯机枪组。

1861年至1865年的美国内战掀起了工业化战争的潮流，此后的半个世纪里爆发的大大小小的军事冲突同样给了军方和技术人员以机会，使其能够测试全新的武器和战术。而与之相伴的第二次工业革命所带来的全新生产方式——批量生产使得武器、装备与技术不论在应用效率和发展速度上都有了长足进步，诸多因素长期共同作用，催生出了第一次世界大战期间技术（1914 — 1918）。

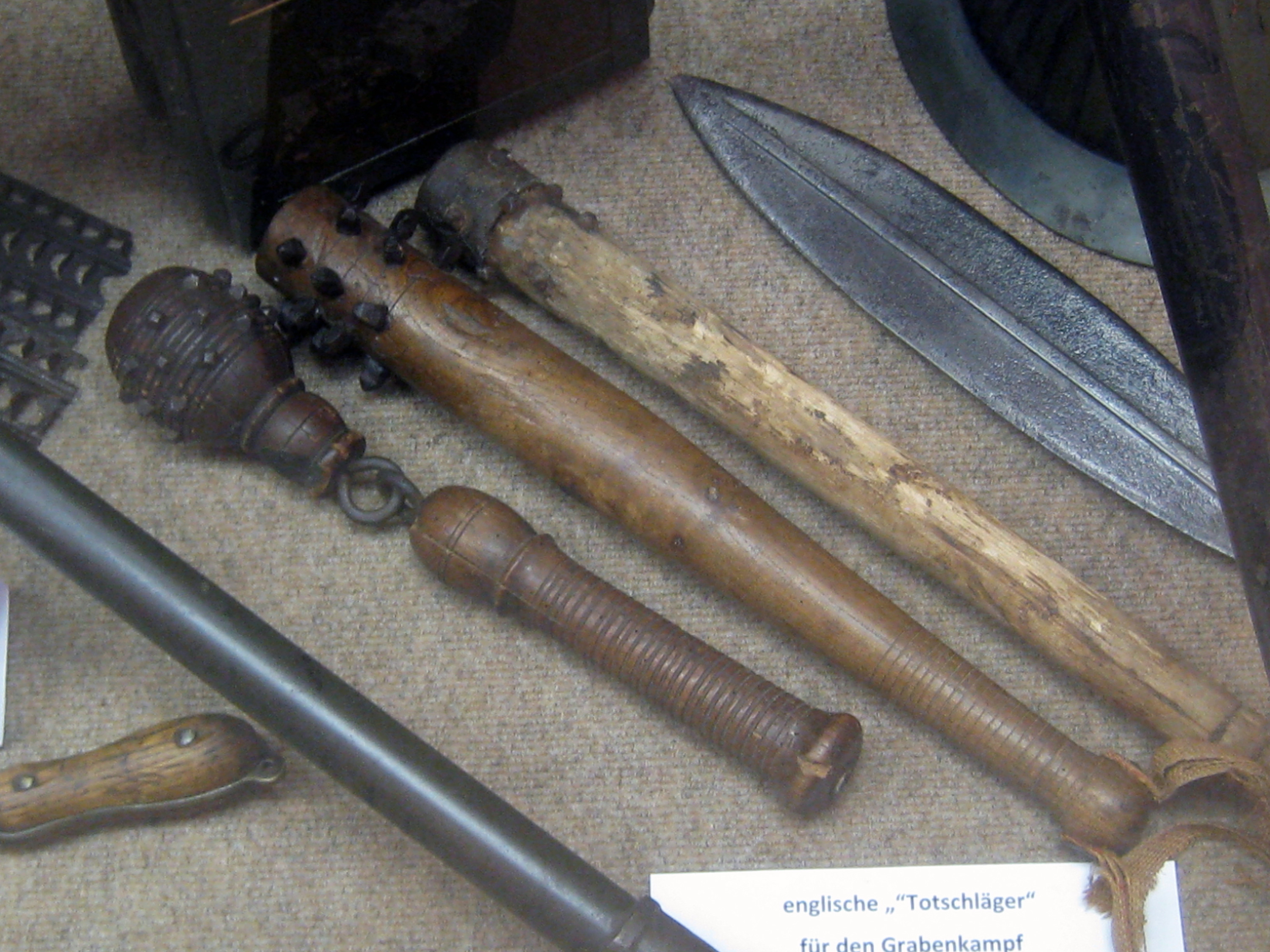
一战期间英军使用的简易武器，展示于瑞士罗因塔尔堡

一战期间的武器既包括设计定型后标准化生产的制式装备，也包括搭载新型技术的实验型装备。除此之外，还有因地制宜出现的简易武器。军事技术的革新包括在机枪、 手榴弹、火炮，以及潜艇、毒气、军用飞机和坦克等新型武器上取得的突破。
可以认为第一次世界大战前期就是一系列将19世纪战略战术与20世纪技术相结合而进行的惨烈而低效的战役。 陆战方面，战线的迅速稳定使得战争双方在接下来的数年间都在一个相对固定的区域内反复拉锯。直到1918年，各方军队都在指挥体系和战术方面取得长足进步之后，才逐渐适应了此前取得的技术进步。 重组后的战术单位（例如将基层指挥的重点从百人以上的连队转移至十人以上的班组）将装备了自动步枪的步兵同装甲载具和机枪混编向前推进，作战效率得到了明显提升。

## 堑壕战
在冶金和化学工业方面取得的突破推动了火力方面的革新，并在新的进攻手段出现之前从整体上简化了防御策略。新式步枪、带有液压反冲装置的线膛火炮、“之”字形战壕和机枪的应用使得穿越一个处于军队防守之下的区域变得极为困难。此前长期以一种较为原始的方式出现在战斗中的手榴弹也很快发展成为夺取战壕的辅助手段。在此期间最为重要的恐怕是高爆弹在战争中的运用，于19世纪的同类火炮相比，高爆弹大大提高了火炮的杀伤力。
壕沟战催生了混凝土碉堡——一种被用于向战场上倾泻机枪火力的小型强化防御工事。这些碉堡通常被构筑以部署火力网。 
由于击溃一支用战壕强化自身防御的军队实在太过困难，参战各国转而选择由地下发起突击和破坏行动。一旦敌方战壕被成功破坏，大量的炸药就将被部署在其战线之下，作为进攻准备的一环而被引爆。与此同时，能够探听地下可疑声响的感应监听设备就成为了地道战的重要防御手段。 依靠训练有素的工兵部队和先进的监听设备，英军将这一战术的作用发挥到了极致。
第一次世界大战期间，堑壕战所导致的战争静态化以及狙击活动的兴起使得能够让射手在处于工事保护的状态下操作武器并观察敌情的射击孔应运而生。  这种射击孔通常会盖有一块上有“锁孔”（即观察或射击口）的钢板，“锁孔”上还有一块盖板，用于在非勤务时间掩盖射击口。

### 军装
英军和德军已经分别在1902年和1910年放弃了传统的红衫和普鲁士蓝军服，将制服颜色变成了隐蔽性更好的卡其色或野战灰。 阿道夫·梅西米、约瑟夫·加利埃尼等一众法军将领亦呼吁改革法军制服，但直至战争爆发法军仍采用传统的红裤子蓝上衣作为军服。直到1915年，法军才开始换装全新的天蓝色制服。
然而，英国在战前开始为军官配发的雨衣，也为时尚潮流所青睐，成为日后流行的风衣。
各国军队在战争初期都采用布制军帽或皮质头盔，但是随着战争形式的转变，钢盔的研制很快就被提上日程，而各国军队钢盔的设计风格也成为了该国军队的标志。

## 火炮

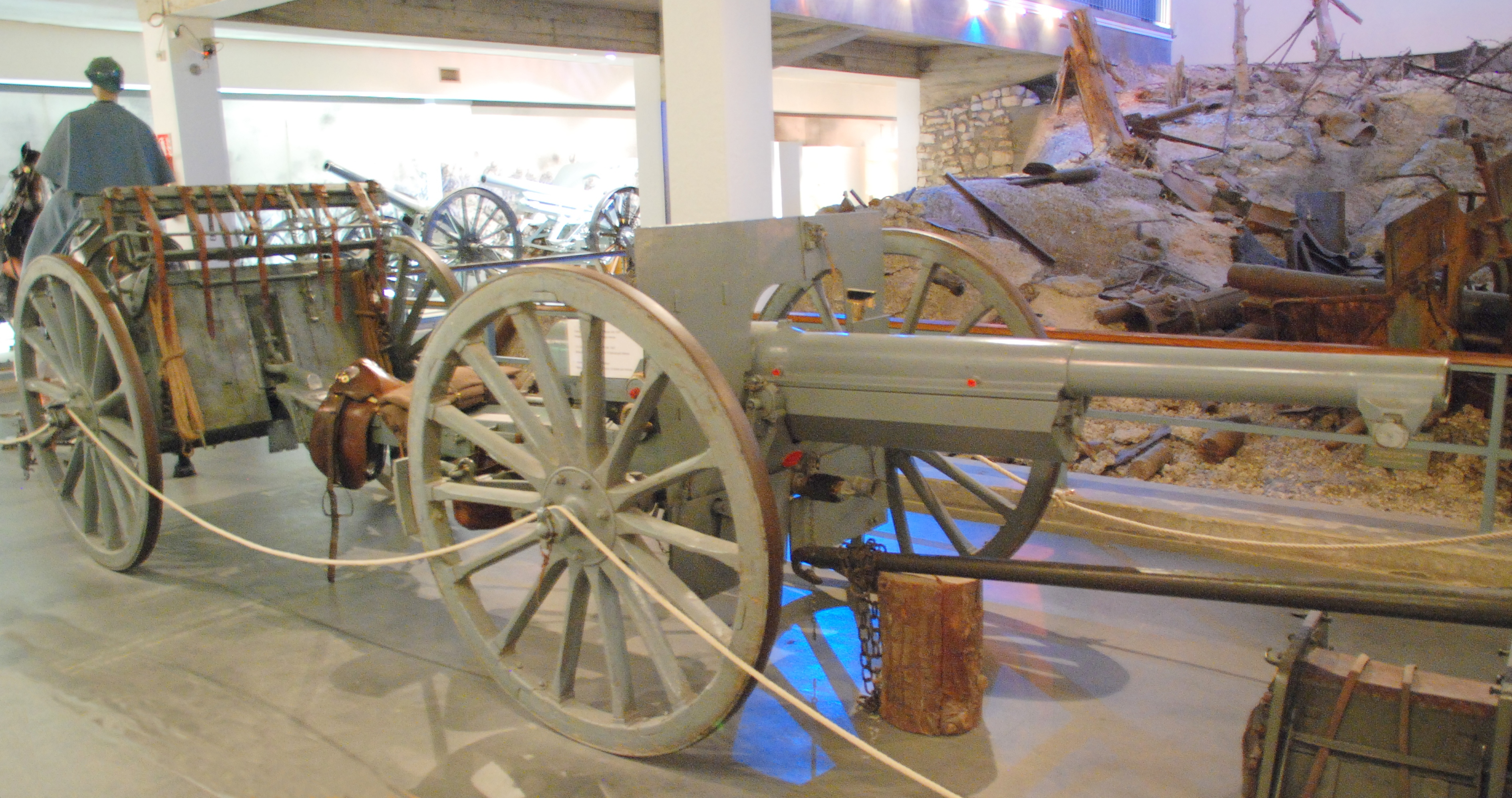
法制M1897式75mm野战炮能够以相对规模较小且灵活的炮兵班组提供准确而快速的炮火支援，但是过短的射程限制了它的发挥。

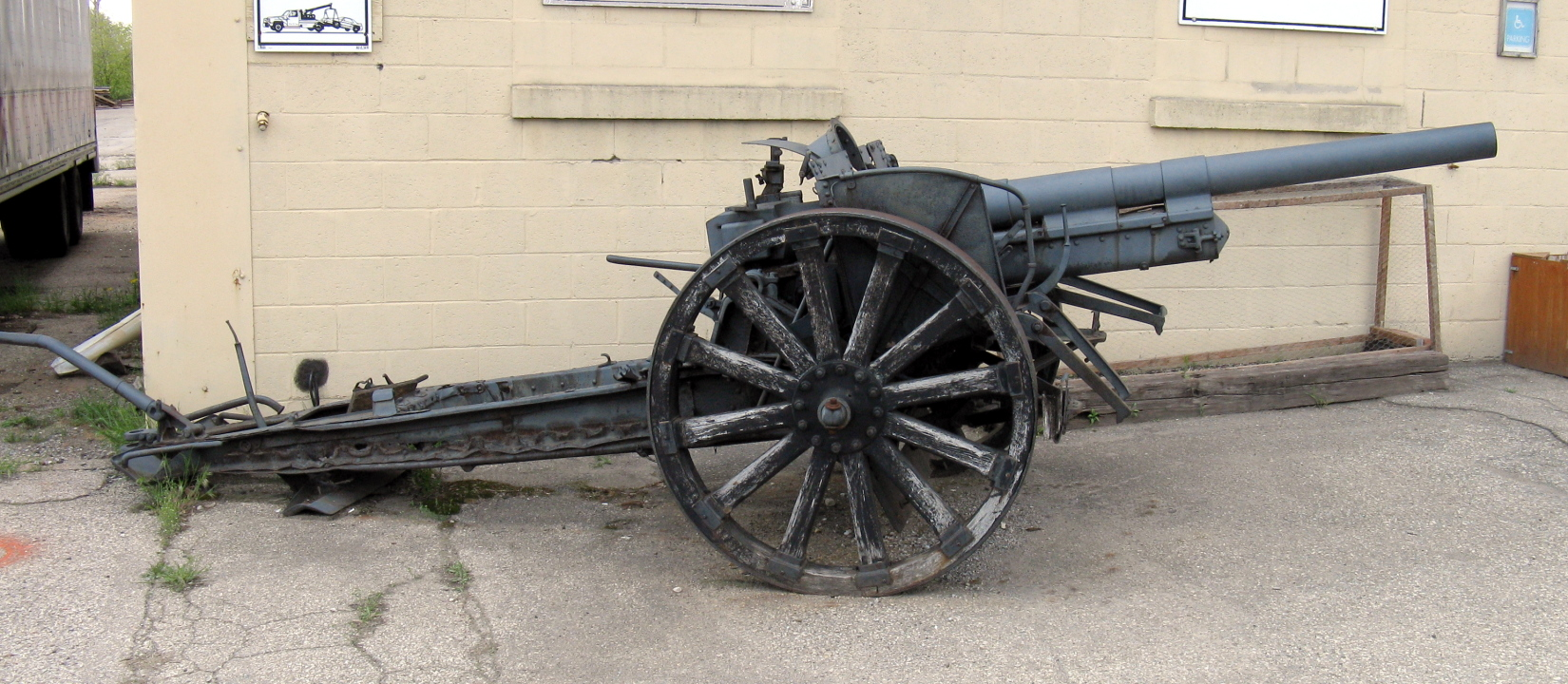
德制7.7公厘野战炮16型，与前型号相比提升了射程。

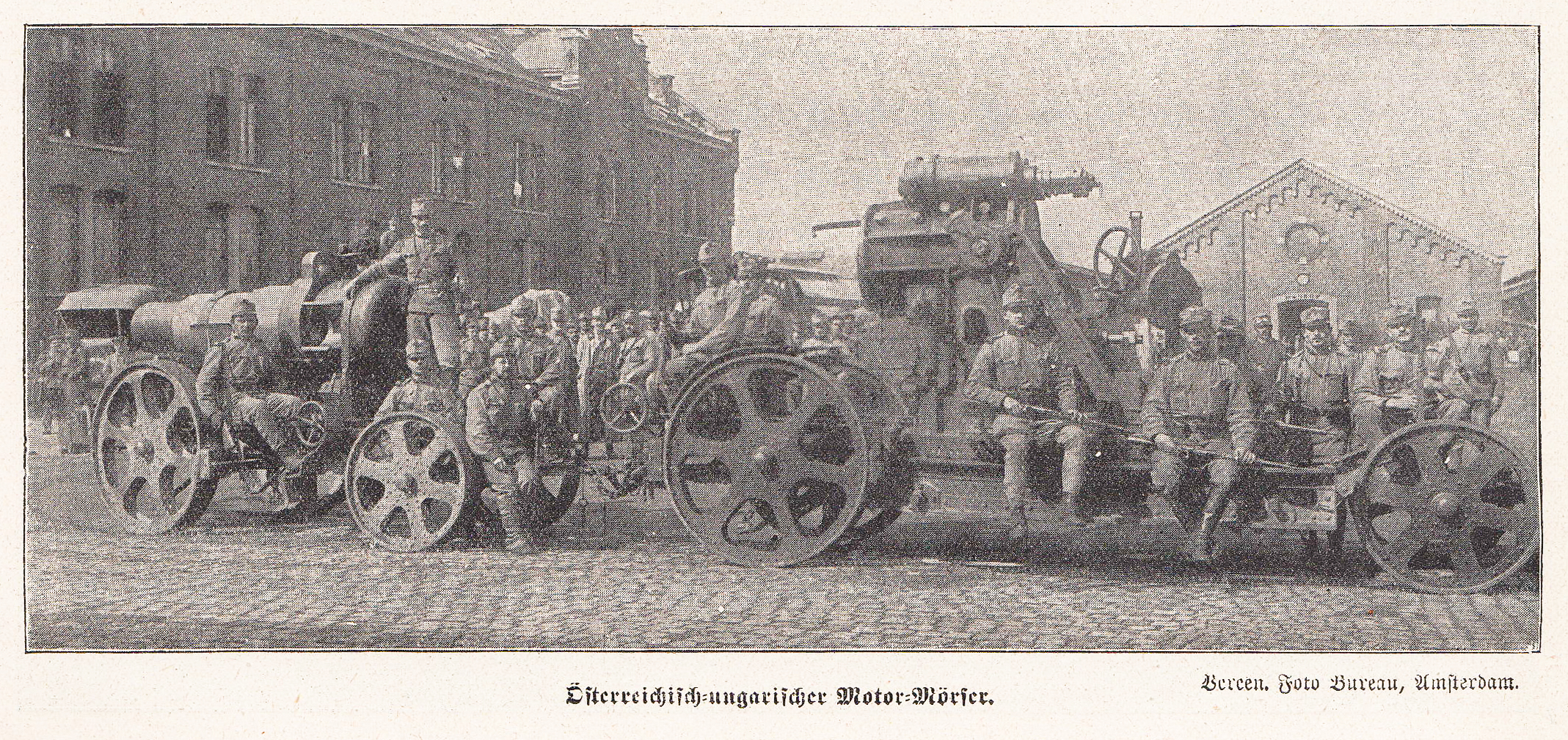
奥匈炮兵，摄于1914年

英军和法军在19世纪依靠炮兵技术的迅速进步在以运动战为主的战场上所向披靡。 先进的野战炮不仅在亚非地区的殖民战争中表现良好，在普法战争期间，德军装备的克虏伯火炮也发挥了重要作用。 但是堑壕战条件下炮兵的角色与围攻战更为类似，相比之下攻城炮也更能适应其角色。 德国军方在战争爆发前就已预见重炮在未来的战争中会扮演重要角色，因此德军改良了野战炮的口径配置，铸造厂也因此转而生产更多的重型火炮，而非高机动性的轻型火炮。 这种全新战争理论的结晶是拥有傲人口径与射程的巴黎大炮。但是，高速弹丸对炮膛的严重磨损使得这些大口径火炮总是稍发数炮就需返厂维护，其威慑作用远大于实际的杀伤力。
战争初期，炮兵一般被部署在前线以杀伤开阔地带的敌军步兵。而在战争中，炮兵与火炮也有所发展，例如：
- 曲射压制火力的首次运用
- 专门的炮兵观察员负责引导己方炮火摧毁视距之外的敌军，而精密的通讯网络和炮击计划也被用于炮兵作业
- 循声定位和闪光定位的运用使得炮兵能够搜寻并摧毁敌方炮兵阵地
- 天气、气温与炮膛磨损状况成为了能够被精确测算的要素，并在部署曲射火力时被纳入考虑范畴
- 在1915年的新沙佩勒战役中，箱型弹幕首次得到应用 ，这种有三边或四边的弹幕被用于迟滞敌军步兵的推进。
- 弹幕射击的发展与改进
- 英军研发了一种可用于破坏铁丝网的瞬发引信——No. 106引信，这种引信会在接触铁丝网或地面的瞬间引爆使得破片能够尽可能多且广地散布。装有这种引信的炮弹同样也是一种高效的反人员武器
- 防空武器的部署与运用

传统上，部署野战炮兵时应当为每门火炮准备数百枚炮弹，并且应该在军火库里留有千枚库存。但是，实际上，炮兵们常常在同一地点经年累月地停留，一天开火数百次。这样一来，炮弹库存迅速告罄。为了应对1915年弹药危机，大量的工厂转产生产军火。通往前线地带铁路线被延拓，使得军火能够更容易地被运往前线。马匹是铁路运力的重要补充，而在战争后期，马匹的大量死亡也削弱了同盟国的战争实力。堑壕铁路的运用也在缓解了部分后勤压力。而当时尚属新奇事物的卡车还没能像几十年后的卡车那样装有充气轮胎和能够适应多种地形的悬挂系统。
值得一提的是，第一次世界大战期间的大部分伤亡都是由炮火造成的。

## 毒气

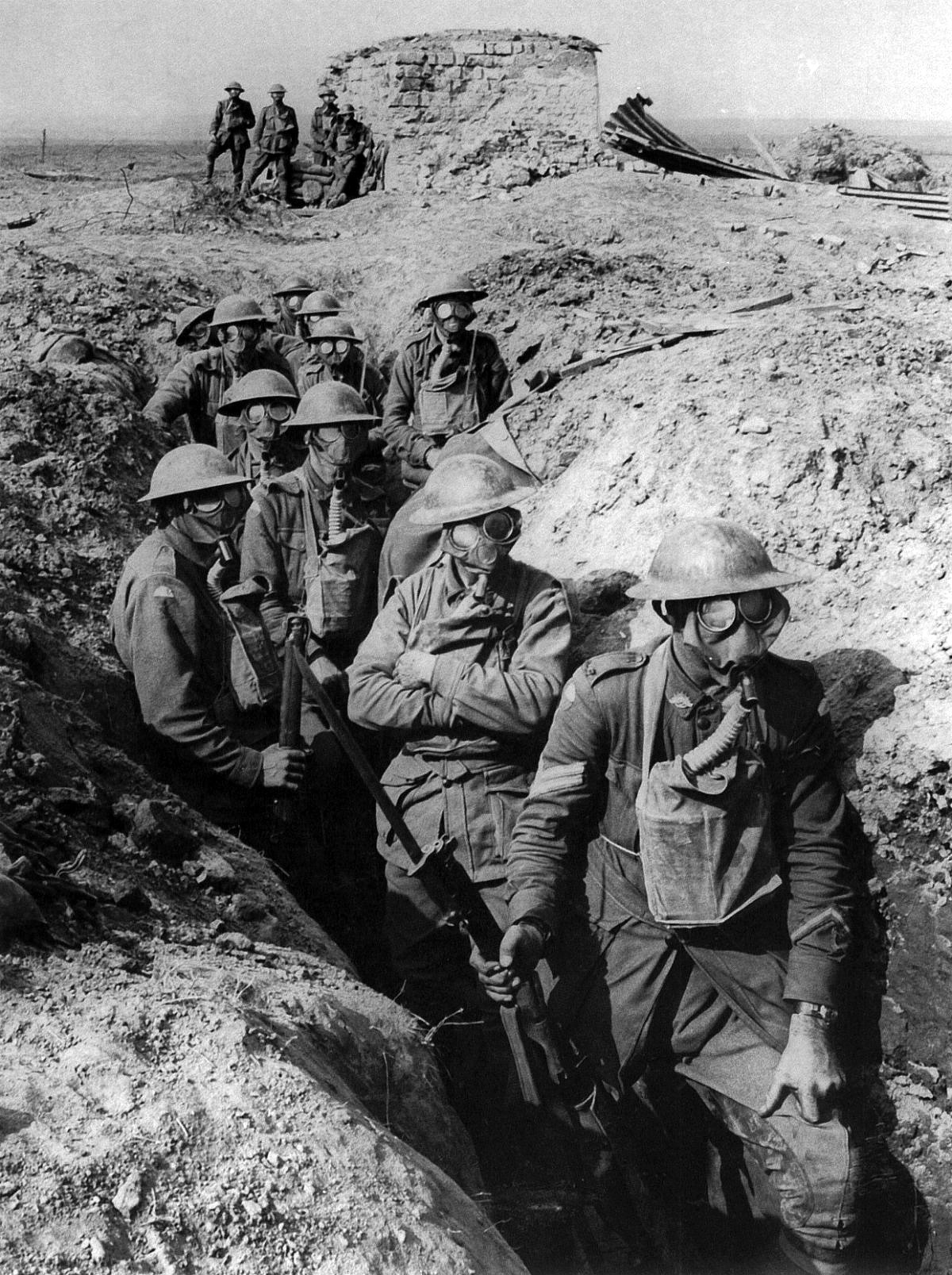
配备了防毒面具的澳大利亚军队，摄于伊普尔，1917年。

在第一次世界大战期间，包括氯气、光气、催泪毒气、亚当氏剂、芥子气在内的化学武器被系统地用于军事用途。
战争伊始，德国拥有着全世界最先进的化学工业，生产全球80%以上的染料与化工产品。尽管在交战时使用化学武器已被海牙公约所禁止，德国还是投入其化学工业研制一种能够突破层层战壕防御的武器。在1915年4月的第二次伊普尔战役中氯气被首次用于实战。对于固守战壕，坐等进攻的协约国军士兵而言，这种乍看令人摸不着头脑的黄绿色气体看起来就像是普通的，用于掩护士兵行动的烟幕。事实上氯气造成了极高的伤亡，不论是对战壕里遭受毒气攻击的士兵们而言，还是对于发起毒气攻击的人来说（尤其是在风向转变以后）。
实践证明，战场上变幻莫测的风向使得毒气罐成为一种不甚可靠的武器。于是乎，交战各方开始使用炮弹作为毒气的载体。 不久，更具杀伤力的毒气——比如芥子气和光气也投入使用。相对地，协约国方面也研发并装备了化学武器。 最早用于防御毒气攻击的手段更像是权宜之计——用浸了水或尿液的破布掩住口鼻，防止毒气进入呼吸道。而之后防毒面具的装备也使得毒气的实际效用大打折扣。尽管毒气攻击有时确实能带来些许战术优势，并在整场战争期间造成百万余伤亡，这种散播恐惧的残忍武器并没有对战争进程造成多少实质影响。
化学武器成本更低且易于储存。而毒气在杀伤躲藏在战壕或掩体里的步兵时尤为高效。大多数化学武器都是损伤攻击人体呼吸系统实现目的的。对于窒息的担忧在士兵中造成了极大的恐慌，以致于一丁点儿不适的症状都有可能被误判为遭受毒气攻击为强烈，而且参战各方的士兵们都因此而遭受了不同程度的心理创伤。

## 指挥与控制
战争初期的时候，将佐们通常都在战线后方数英里的指挥部，通过传令兵或摩托传令兵遥控前线的部队。然而，军方很快意识到，需要一种更加迅速地通讯方式，以使对前线部队的灵活指挥成为可能。
当时的无线电都相当笨重，野战电话也经常断线，不仅如此，它们还往往为敌方情报部门所窃听。 野战密码簿的效果也并不尽如人意。因此，交战各方大量使用传令兵、信号灯和反光镜。有时候也会用军犬，但是部队一般把豢养宠物看做是一件大事，对于动物比较爱惜。军方也会通过飞机（被称为“联络机”）空投文书来维持指挥部与前线的联络。战争期间在无线电传输方面取得的进步极大地方便了炮兵观测员的工作。
拥有长远射程的新式火炮直到战争爆发前不久才被列装，这些火炮通常都被用于炮击其视距以外的目标。该时期步炮结合的典型战术是，先用炮兵轰击敌方战线，然后派遣步兵进攻，夺取战壕。军方的预想是，猛烈的炮击会摧毁敌方工事，但这通常不会成真。在进攻前通常会采用立式弹幕覆盖敌方阵地，然后用徐进弹幕掩护步兵前进。可是这样一来，进攻部队就与后方炮兵失去了联系，如果弹幕前移过快，就会给予敌军准备反击的时间；如果弹幕前移过慢，炮火就会倾泻到自己人头上。
这些炮兵战术也并非毫无应对之道：炮火覆盖敌方徐进弹幕之后的地带，就能有效杀伤进攻中的敌方步兵。麦克风（循声测距）被用于探测敌方炮兵阵地的位置并引导压制炮火。炮兵开火时的口焰也被用于确定敌方炮兵阵地的方位。

## 铁路

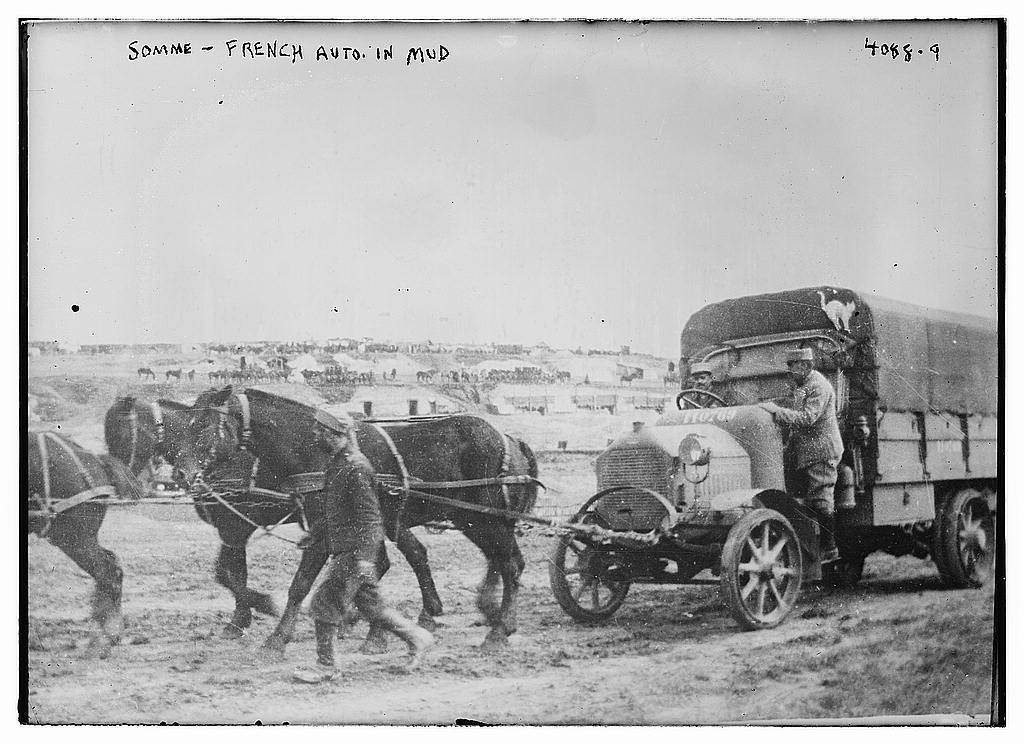
汽车通常很不可靠

铁路在战争中发挥了史无前例的重要作用。协约国军之所以能提前获知施里芬计划就是因为德国在比利时边境修建了大量的集结场——这些集结地除了将德军运至攻势发起点之外别无他用。德国的动员时间表与一份精心准备的详尽的列车时刻表并无二致。人员和物资可以通过铁路以前所未有的速度到达前线，不过，火车在枪林弹雨中显得十分脆弱。 因此军队只能以他们构筑或修复铁路的速度推进，就像英军在横穿西奈半岛时所做的那样。 直到战争的最后两年，摩托化运输才被大规模运用。在通过铁路抵达兵站之后，士兵们通常需要徒步走完最后一段路，而武器弹药则通过牲畜或战壕铁路运输。铁路运输并不像摩托化运输那样灵活，而这种不灵活，也体现在战争的方方面面。

## 消耗战
第一次世界大战是一场工业化的战争，参战各国都尽力发掘批量生产方式的潜力，使之能为战争所用。流水线上生产的极大量的弹药，成为了前线士兵的希望与噩梦。战争后方的女性为战争作出了极大的贡献，她们在工厂里工作，提供消防队、司机等此前大多是男性承担，此时却因为战争而供应不足的服务。这种被称为“总体战”的战争模式不仅仅动员国家的武装力量，还要动员国家的经济以支撑前线作战，动员全国的资源以确保军队后勤。自此，经济能力也成为了衡量一个国家实力的重要指标。
战争初期，交战各方一度认为战争能够通过耗尽对手的资源，拖垮对方的后勤来取胜。但是事实证明，各国的工业能力都不容小觑。在英国，继阿斯奎斯内阁因1915年弹药危机倒台后，劳埃德·乔治在苏格兰南端建立了格雷特纳HM兵工厂。
眼见弹药堆积如山，军方很快就将消耗战的思路从弹药转向了人力。对这种战略的运用在凡尔登战役达到高潮，时任德国总参谋长埃里希·冯·法尔肯海因希望能通过持续攻击这座从各方面对法国人具有重要意义的要塞城市来“放干法国人的血”。
到头来，协约国方面通过在人力和物资方面的持续消耗、战场上的持续推进、来自美国远征军的人力支援以及持续而有效的海上封锁有效地打击了德军的士气，迫使德国选择停战。

## 空戰

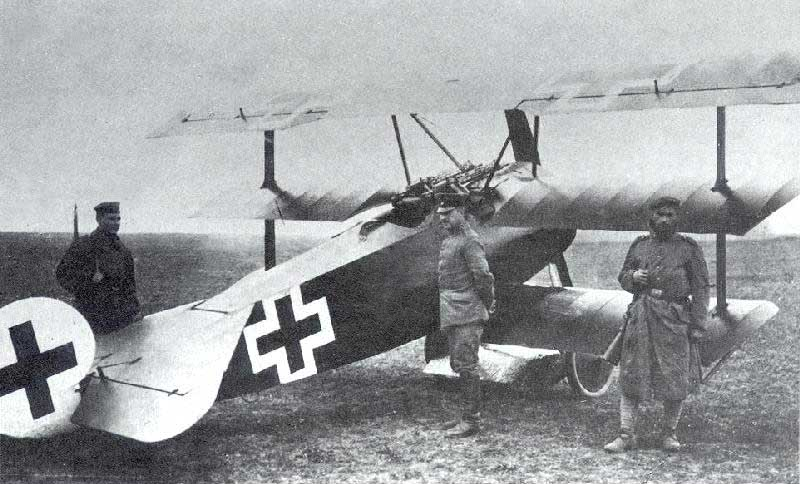
曼弗雷德·冯·里希特霍芬（“红男爵”）的福克三翼机

参战各国的空中武力最初都相当原始。然而，战争期间的技术进步是极为迅速的——对地支援、战术轰炸，以及在航空机枪装备射击协调器后很快流行起来的空中缠斗。当然，作为一个全新的军兵种，空军作为独立单位能发挥的作用尚且有限。他们的作用更多地体现在侦察、巡逻和炮火引导。对空防御也自此登上战争舞台。
对于航空兵的使用也随着战争的进行的部队发展，随着西线战场局势的固化，空中侦察开始在战争中发挥重大作用——不论对于进攻方还是防御方而言，情报总是很重要的。
高悬于战场之上的观测气球能够作为定点观测站，侦察敌军动向并引导己方炮火。这些观测气球通常两个一组，装备有降落伞，以使乘员在气球被击落时得以逃生。早期的降落伞相当笨重，而更加轻便的型号直到战争末期才被研发出来（而英国人同时也认为给飞行员装备降落伞会损害士气，使其怯战）。而因为观测气球是作战情报的重要来源，所以各方都会分配大量的防空火力和空中力量用以保护己方观测气球。
早期的观测员是无武装的，但他们很快就开始使用配枪作战。这种高空中的军备竞赛很快以装备了机枪的飞机作为结束。荷兰设计师安东尼·福克研发出的射击协调器成为了竞赛过程中的重要发明。
双方在地面战场上的僵持意味着每推进一英里都要付出大量伤亡，而在这种情况下，空中侦察也就变得极为重要。空军同样杀伤防线之后的敌军，就像日后攻击机所发挥的作用那样。配有一名飞行员和一名观测员的大型飞机会侦察并袭击敌军的补给， 这些笨重的飞机往往会成为敌方战斗机的目标，由此引发的拦截机群与护航战斗机之间的大规模空战时常上演。
战争期间，德国对伦敦、巴黎、华沙等城市进行了战略轰炸。德国开创了将飞艇用于战争的先例，他们不仅用这些飞艇轰炸西线的协约国军，还轰炸了英国本土，不过并未造成重大影响。随后，德军装备了远程战略轰炸机，尽管作战效果一般，但是牵制了一部分英国空军，使之不得不分兵防御本土，前线的空军力量遭到削弱。
相较而言，协约国军方面对空中轰炸的重视程度并不如同盟国方面。

## 机动作战

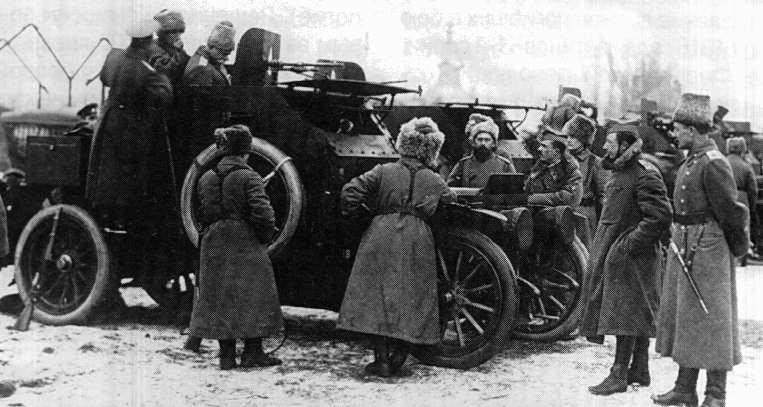
比利时俄国远征军的密涅瓦装甲车，摄于c.1916年1月

战争甫一爆发交战各国就将装有机枪的装甲车，与自行车步兵和机枪摩托车混编作战。尽管机枪对于堑壕并不能造成多大的威胁，但是它们可以为进攻中的步兵提供火力支援，此外，它们还能像骑兵一样执行侦察任务。在西线，面对日益加固的战壕，装甲车很快就失去了用武之地。不过它们依旧活跃于更加开阔的战场，比如东线和中东地区。
在第一次马恩河战役后的一系列攻防战和皇帝会战之间的三年多时间里，西线的态势并未发生多少变化。在俄国爆发革命并退出战争后，鲁登道夫在西线集中了大量部队。德军抽调了精锐步兵组建风暴突击队，并通过渗透战术通过协约国军战线的薄弱点迅速穿插至其后方，在三月攻势初期让协约国军方面措手不及。在鲁登道夫一系列攻势中规模最大的一次，米夏耶尔作战中，奥斯卡·冯·胡蒂尔将军向前推进了六十公里，使得协约国军此前数年付出的努力在数周时间内付诸东流。不过，德军在后勤方面的致命缺陷——过于依靠畜力运输，制约了进攻的步伐。德军在最初的几次作战中取得了战术优势，并使协约国军伤亡惨重，但是其自身也损失了大量的老兵，此后一直处于疲软状态。
在发现德军处于颓势之后，协约国军发起了“百日攻势”，试图夺回此前失去的土地。在亚眠战役期间，作为先头部队的澳大利亚和加拿大部队仅在第一日就推进了十三公里。交战双方在战略战术方面作出的重大改变标志着西线由堑壕战回转至运动战，此后战线的变化较之以前更为剧烈。
便携式步兵护甲是一种不那么成功的机动化尝试，事实证明，陆军机动更多地需要火力掩护和装甲载具的协同作战，而不是让身着重甲的步兵独力承担敌方的火力。
尽管战争结果不尽人意，德国所采用的步坦协同机动战术仍被认为是比较成功的，而德国军方也不断改进这一战术，使之最终演化成为了闪电战。

### 坦克

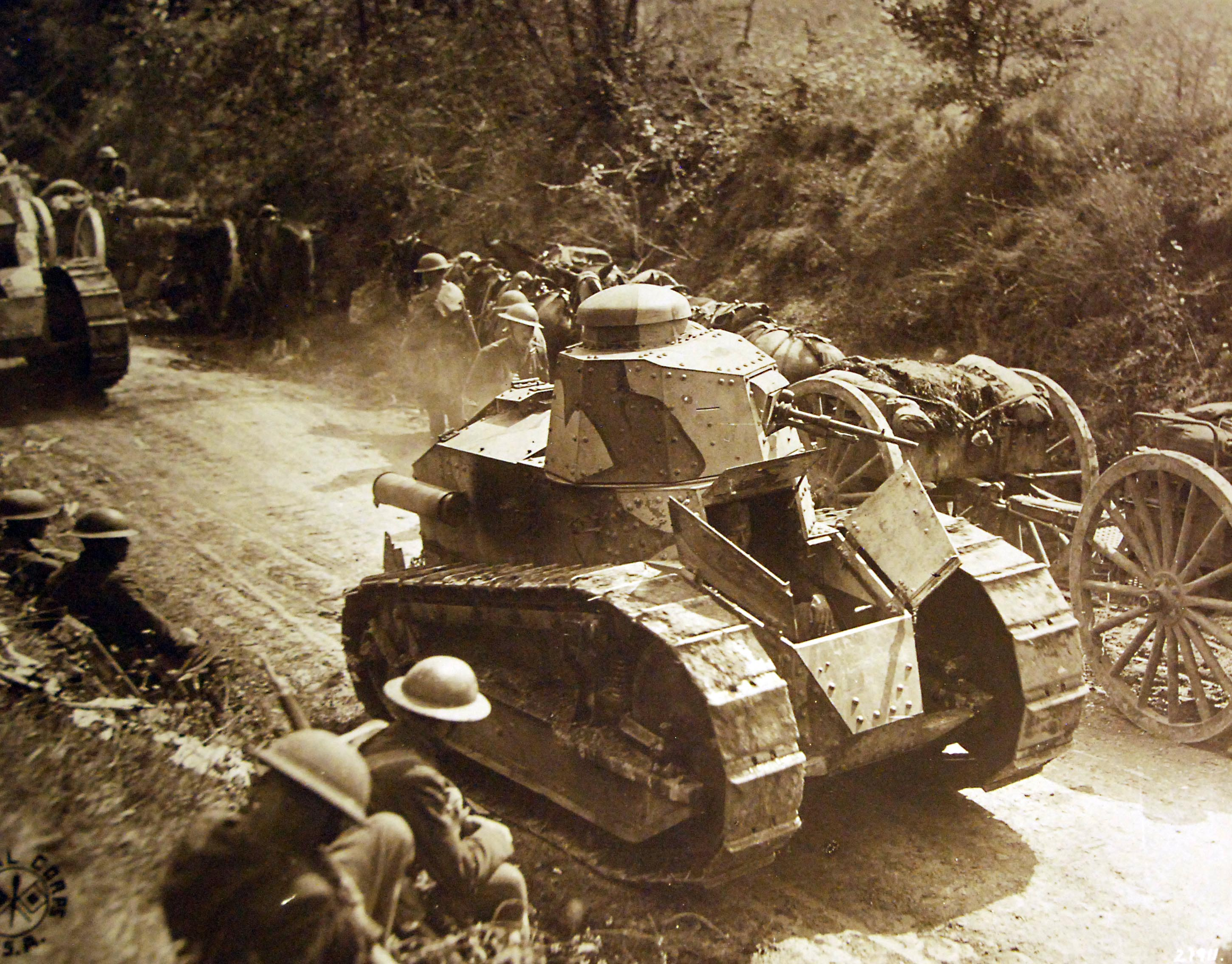
美国陆军装备的雷诺FT-17轻型坦克，摄于法国朱维尼

尽管坦克的概念早在十九世纪九十年代就已被提出，但是军方对于这种看起来大而无当的武器一直是兴致缺缺。直到第一次世界大战爆发，各方的士兵都在泥泞的战壕中挣扎，期待中的突破与歼灭一直都停留在纸面上，军方才重拾对这种移动堡垒的兴趣。1915年初，英国皇家海军与法国的制造商都已将研发坦克提上日程。
早期的坦克设计方案其实是现有技术的大杂烩，其中包括能够防御当时一切步兵武器的厚重装甲、能使载具在被炮火轰炸得支离破碎的战场上保有良好机动能力的履带、动力强劲的四冲程内燃机，以及强大的火力——例如轻型火炮和机枪。
英国方面组建了“陆地战舰委员会”以推进坦克的设计与定型。最终的设计方案是一种平行四边形的，能跨过八英尺宽的战壕的履带战车：Mark I 坦克。这种坦克有“雄性”和“雌性”两种型号，“雄性”坦克装有轻型海军火炮和机枪，“雌性”坦克只装备了机枪。
法国方面，各家企业很快就拿出了数个大相径庭的方案。 而军方对于轻型坦克青眼有加，雷诺FT轻型坦克应运而生，并投入战场。
尽管坦克在最初投入使用时确实使德军大受震撼，坦克的早期应用仍以积累技术为主，赢得胜利为辅。早期的坦克相当的不可靠，经常半路抛锚。德军很快就发现坦克在面对野战炮和重型迫击炮的时候可以说是相当脆弱，他们还加宽了自己的战壕，部署了各种障碍物以阻止坦克的推进，除此之外，反坦克步枪很快也被投入战场。不过，协约国方面也开发出了全新的战术和训练方案（例如装甲集群作战和步坦协同作战），以更好地运用坦克的威力。一旦坦克被大量的集中起来，组成突击集群投入战场（正如1917年11月康布雷战役伊始的大规模坦克突击那样），他们将会表现出可怕的突破能力。
纵观整场战争，新式坦克总是会在实战中暴露出这样或那样的缺陷，尽管这些缺陷大多会在随后的改进型号中被修复，糟糕的可靠性一直是坦克的一大硬伤。亚眠战役期间，英军在这场协约国军的全面反攻中投入了532辆坦克，仅数日过后，大部分坦克就已失去作战能力，因机械故障而被迫弃车的坦克要远远多于被敌军击毁的坦克。
德军缴获了大量的坦克，并将其加以整修，投入使用，等到战争末期的时候，德军研发出了自己的坦克。
尽管产量大幅提升（尤其是法国方面），技术方面也有长足进步，等到1918年的时候，坦克还是没能对总体战局产生特别重大的影响。 J·F·C·富勒在他的《1919年计划》中指出由大规模装甲集群配合攻击机空中支援发起的庞大攻势将是未来战争的潮流。
尽管在第一次世界大战期间没能发挥预期中的重要作用，坦克技术，以及机械化战争还是在接下来的若干年中演化成了一种高度复杂的造物。在第二次世界大战期间，坦克成为了令人胆寒的，拥有极高机动性和杀伤力的兵器。

## 海戰
在战争爆发前的最后几年里，冶炼技术和机械工程方面的长足进步使得建造吨位更大、火力更猛、装甲更厚的军舰成为可能。英国皇家海军的无畏号战列舰为战列舰的设计带来了翻天覆地的变化。而德国在海上霸权方面的雄心将英德两国拖入了一场海军军备竞赛，而德国也在此期间建立起了一支全球规模第二，现代化程度第一的海军力量。而这支舰队也将在日后同一支新旧混杂的舰队爆发一场生死决战。
德国海军的优势集中于火炮射程方面，而这一时期的海战，其交战距离也较之前更远。 1916年的日德兰海战体现了德国海军在船舰设计和水兵训练方面的先进性，但同时也暴露了公海舰队的不足——其规模不足以撼动大英帝国的海上霸权，也不足以突破英国对德国的海上封锁。日德兰海战也是第一次世界大战期间唯一一次舰队决战。
拥有全球最大水面舰队的大英帝国并不吝于运用其海上霸权来夺取胜利。英国舰队将德国商船队封锁在港内，在公海上到处追猎同盟国船舰，并且支援协约国军对德国海外殖民地发起的进攻。而德国的水面舰队大部被封锁于北海，这种持续性的封锁也使得德国军方转向研究一种全新的海军兵器：潜艇。
水雷也在这次战争中被大量运用，而新兴的潜艇也被证明是水雷战的个中好手。这种研发于19世纪后期的武器，经过几十年的发展改进，可靠性已经大大提高。压敏水雷在当时尚属新鲜事物，触发式系留水雷依旧是参战各方封锁海域的首选武器。协约国方面耗费大量的人力物力部署北海水雷封锁网以将德国封锁于本土，但是战争已近尾声，布雷封锁意义不大。

### 潜艇

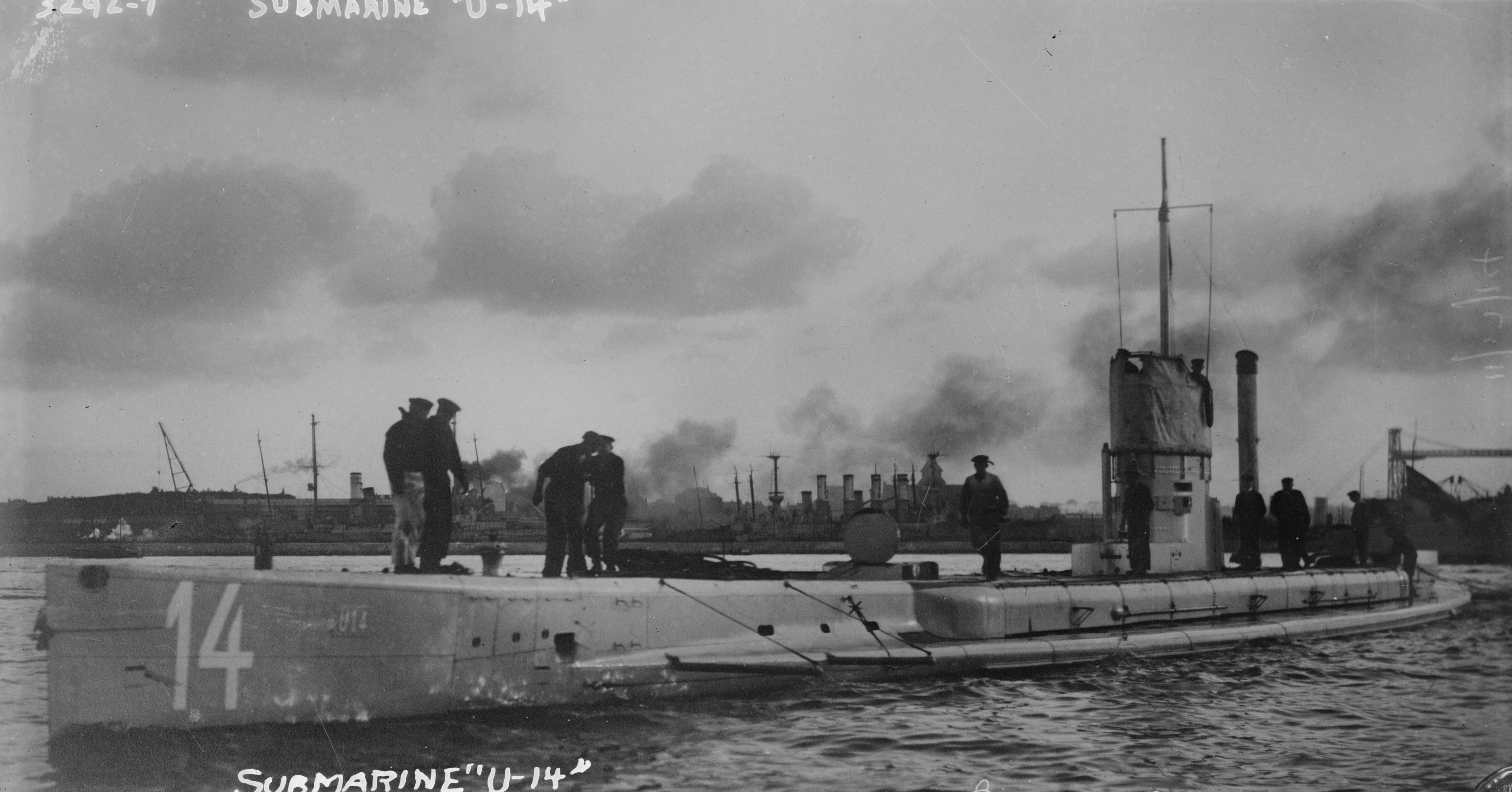
德意志帝国海军的U-14号潜艇

潜艇在第一次世界大战期间首次作为一种重要的海军兵器投入战争。直到战争前夕的时候，对于潜艇至关重要的，同时也是相当复杂的柴油-电气混合动力引擎才被发明出来。适用于潜艇的武器也已经定型，但是大多没有投入实战。德国海军极具前瞻性地生产了大量的潜艇，并组建了一支规模庞大，拥有360艘潜艇的，令人生畏的U型潜艇舰队，作为反制英国海军优势的有力手段。而在第一次世界大战期间，U艇击毁的敌军战舰甚至多于公海舰队，并有力地打击了英国的海上补给线。
因为大英帝国的战争机器是依靠海上补给线带来的源源不断的战争物资维持的，所以德国海军对潜艇寄予厚望，认为其能够封锁英国海上补给线，并迫使英国屈服。德意志帝国海军上尉奥托·韦迪根如实记录第一次世界大战期间的第二次潜艇攻势：
|  | How much they feared our submarines and how wide was the agitation caused by good little U-9 is shown by the English reports that a whole flotilla of German submarines had attacked the cruisers and that this flotilla had approached under cover of the flag of Holland. These reports were absolutely untrue. U-9 was the only submarine on deck, and she flew the flag she still flies – the German naval ensign. 从英国方面的报告不难看出潜艇对其造成的恐惧与焦虑：一整支中队的，挂着荷兰国旗的德国潜艇神出鬼没地袭击了英国巡洋舰。不过这些报告都是完全错误的，参战的潜艇从始至终只有一艘——那就是U-9号潜艇，而且飘扬在她旗杆上的，一直都是德意志帝国海军旗。 |
尽管潜艇在战争初期的几次行动中出尽了风头，很快，猎潜舰以及其它装备了匆忙研制定型的反潜武器的小型船舰就被投入到了对潜艇的剿杀当中。基于奖励规则与国际海洋法的限制，德国潜艇并没能对不列颠群岛实行有效封锁。这导致德国军方转向实行无限制潜艇战，而这种战术使得德国的国际形象大为受损，最终也将美利坚合众国拖入战争。
德国潜艇和英国舰队之间的激烈斗争被称为“第一次大西洋战役”。随着德国潜艇技术的不断进步，英国军方也开始寻求合适的商船队护航之道。“Q船”就是其中一种策略，这种装有隐藏式舰炮的重型武装商船一度成为了潜艇的强劲对手。
随着战事的发展，运输船队护航策略也成为了反制潜艇袭击的一种手段。不过，这种战术甫一问世就引起了激烈争议，反对方认为，这种战术无异于给敌军潜艇画了个大靶子让他们来打。得益于声呐的运用，辅以更为先进的反潜武器，这种担忧并没有成为现实，相反，护航队遭受的损失远低于此前水平。
战争期间，协约国军的H级潜艇以及其它型号的潜艇在战争中发挥的作用相较而言就无关紧要了。

## 轻武器

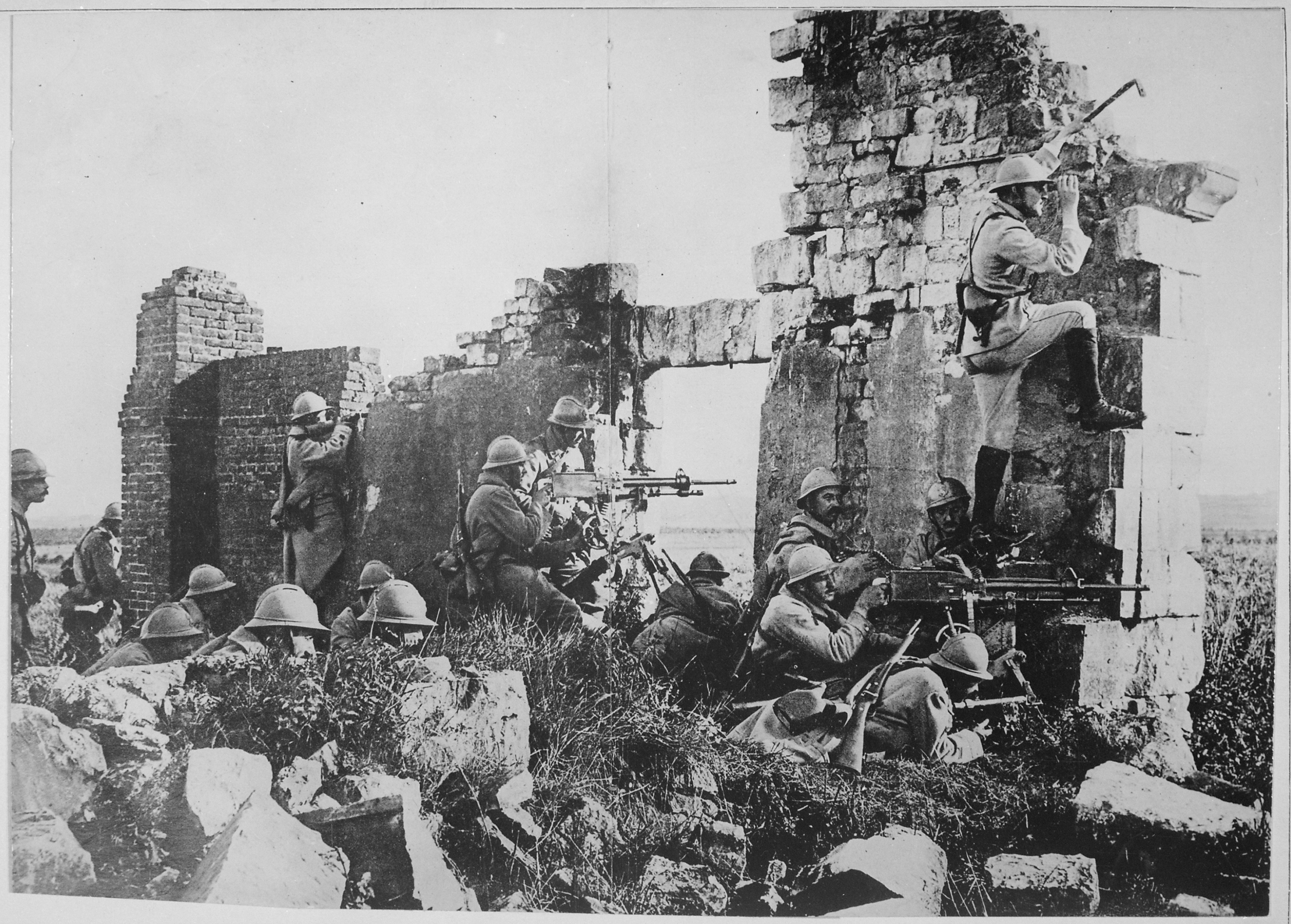
战争后期，法军机枪手正在防守一座被摧毁的教堂

步兵的主要武器是每分钟射速十余发的栓动步枪。 德军装备的是使用8毫米毛瑟弹的Gewehr 98步枪，英军装备的是李恩菲尔德短步枪，美军装备的是斯普林菲尔德M1903步枪和恩菲尔德M1917步枪。 除此之外，德军还开创性地为狙击手配发了装有瞄准镜的步枪。
列强们同样对机枪青睐有加，英军和德军都装备了弹链供弹的马克沁机枪，而法军则采用了哈奇开斯M1914重机枪。 因为难以快速转移阵地，所以机枪主要被用于配合铁丝网构建防御体系，在战壕中发挥作用。也正因如此，士兵们在向敌方战线发起冲锋时，往往会在没有己方机枪火力掩护的情况下直面敌方机枪的火力。
法军在战前针对轻机枪展开过研究，但是没有付诸实践。战争爆发后，法军迅速将已有的试验型号投入生产，由此生产出的绍沙M1915自动步枪除了装备法军之外，还被提供给初来欧陆的美国远征军。由于是在战争的压力下匆忙投产，这种武器落下了总是掉链子的坏名声。
在见识过轻机枪的潜力之后，英军选择采用美国设计的刘易斯机枪并将其改装为.303口径。刘易斯机枪是历史上第一种理论上讲可以由单人操作的轻机枪，尽管在实战中需要一个分队的士兵装填弹药来使机枪持续射击。除了被用作定点武器，这种机枪也可以在行进时提供火力支援。为了给行进中的步兵提供火力支援，德国军方采用了MG08/15机枪，这种机枪装有100发弹匣、水冷套筒，总重量达到了离谱的48.5英磅（22）。1918年，美国军方开始将勃朗宁M1918自动步枪 (BAR)投入使用，这支“自动步枪”采用了与绍沙相同的设计理念——行进射击。而在连年战争中，这种战术被证明在狭小空间或低能见度条件下极为有效。
冲锋枪在战争末尾被投入使用，最具代表性是德国生产的MP-18冲锋枪。
美军装备了霰弹枪，这种武器也被称为战壕枪。美国士兵们使用的是装有铅锑合金鹿弹的温彻斯特M1897泵动式霰弹枪和锯短枪管的温彻斯特M1912泵动式霰弹枪。泵动式枪机有着更高的射速和可靠性，而在战壕中，更短的枪身也意味着更加灵活，更容易从肉搏战中脱身。德军对于使用霰弹枪表示抗议，并声称只要抓获持有霰弹枪的俘虏，格杀勿论。而美方拒绝撤装霰弹枪，并声称将对德军处决持有霰弹枪的俘虏展开报复。

### 手榴弹

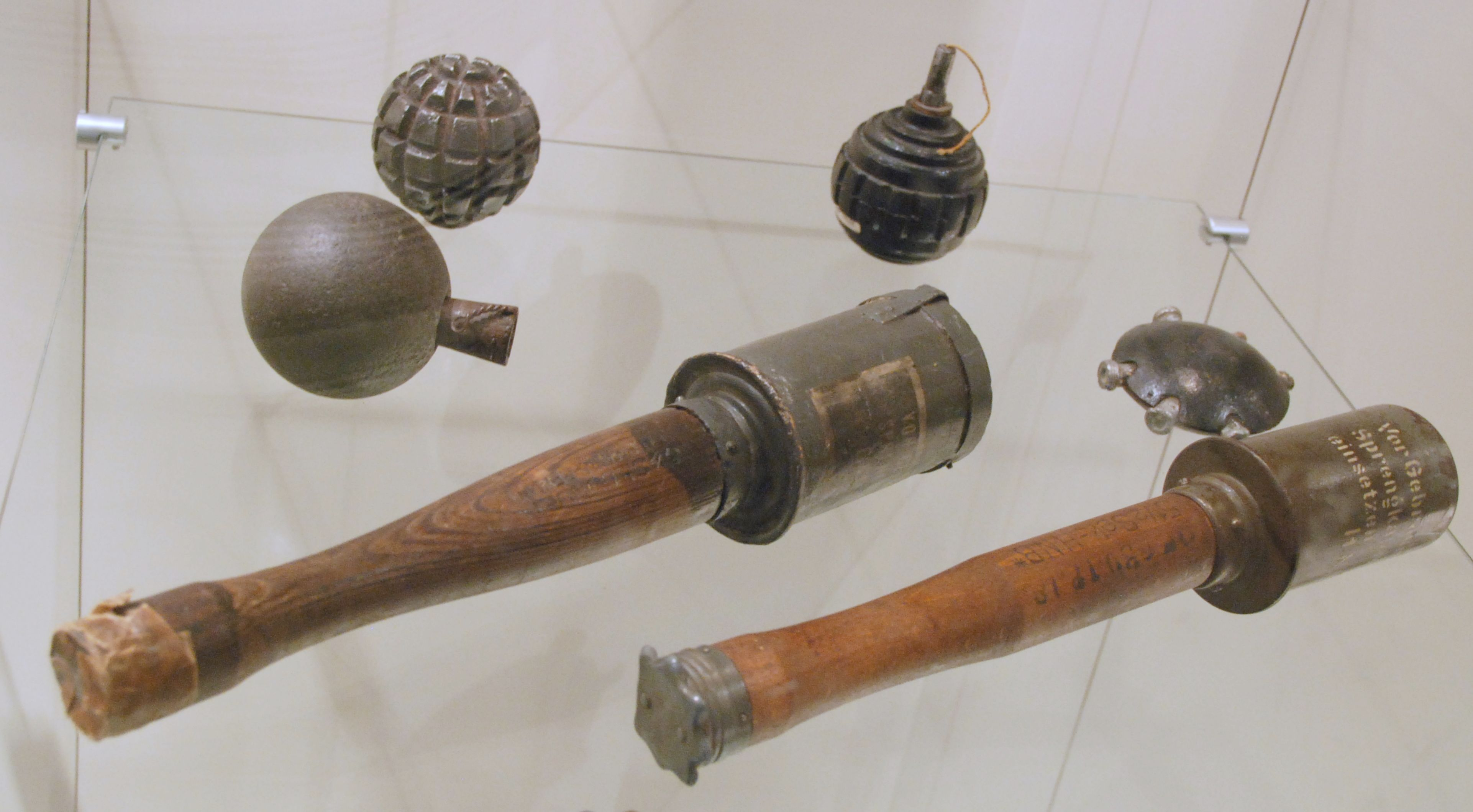
第一次世界大战期间的德制手榴弹，摄于弗勒里-德望-杜奥蒙的凡尔登纪念馆

尽管在堑壕战中扮演着重要角色，战争伊始，交战各方均未大量装备手榴弹。随着战争的进行，手榴弹也在不断发展进步，最明显的一点便是触发引信逐渐被延时引信取代。
英军最早装备的是长柄的No. 1手榴弹。 这种手榴弹随后被No. 15 球形手雷取代以缓解前线手榴弹紧缺的状况。澳新军团士兵们研发了一种装有硝酸甘油或硝化棉的，相当简易的果酱罐手榴弹。锡罐顶部装有比克福德安全引信，使用时需由另一人点燃。米尔斯手雷 （即No. 5手榴弹）于1915年投入使用，开始了其半个多世纪的服役生涯。英军改进了手榴弹的引信，相较旧型号，士兵们现在需要握紧保险杆，拉掉撞针，将手榴弹投出。手榴弹脱手以后，保险杆会自动脱落，激发内部的雷管，最终引爆炸药。同时期的法军采用的是F1防御型手雷。
德军在战争初期使用的是“铁饼”式（或称“蚌壳”式）手榴弹和装有摩擦延时引信的M1913式球形手榴弹。 1915年，德军装备了更先进的柄式手榴弹，这种武器因其独特外形被称为“土豆捣子”。其所采用的是与米尔斯手榴弹相仿的延时引信。
手榴弹并不是唯一一种配发给步兵的爆炸物。为了使步兵能够从更远的距离轰炸敌军阵地，各国军方相继研发出了枪榴弹。哈尔斯枪榴弹在战前并没能引起英国军方的注意，但在战争中，德军对枪榴弹出神入化的使用使得英军伤亡惨重。作为反制，英军研发了自己的米尔斯枪榴弹（就是带有特制发射杆的米尔斯手榴弹）。
为了在战壕中为部队提供曲射火力，英军研发了一种相当便携的战壕迫击炮——斯托克斯迫击炮。德国莱茵金属公司所研发的“掷弹机”也为德军所采用，充当战壕迫击炮的角色。
在曲射火力方面，法军也有自己的研究——“Sauterelle”（法语意为“蚱蜢”）在被斯托克斯迫击炮取代之前一直为协约国军所使用。 这种大号的弩能够将手榴弹等小型爆炸物发射至120码开外的地带。

## 火焰喷射器

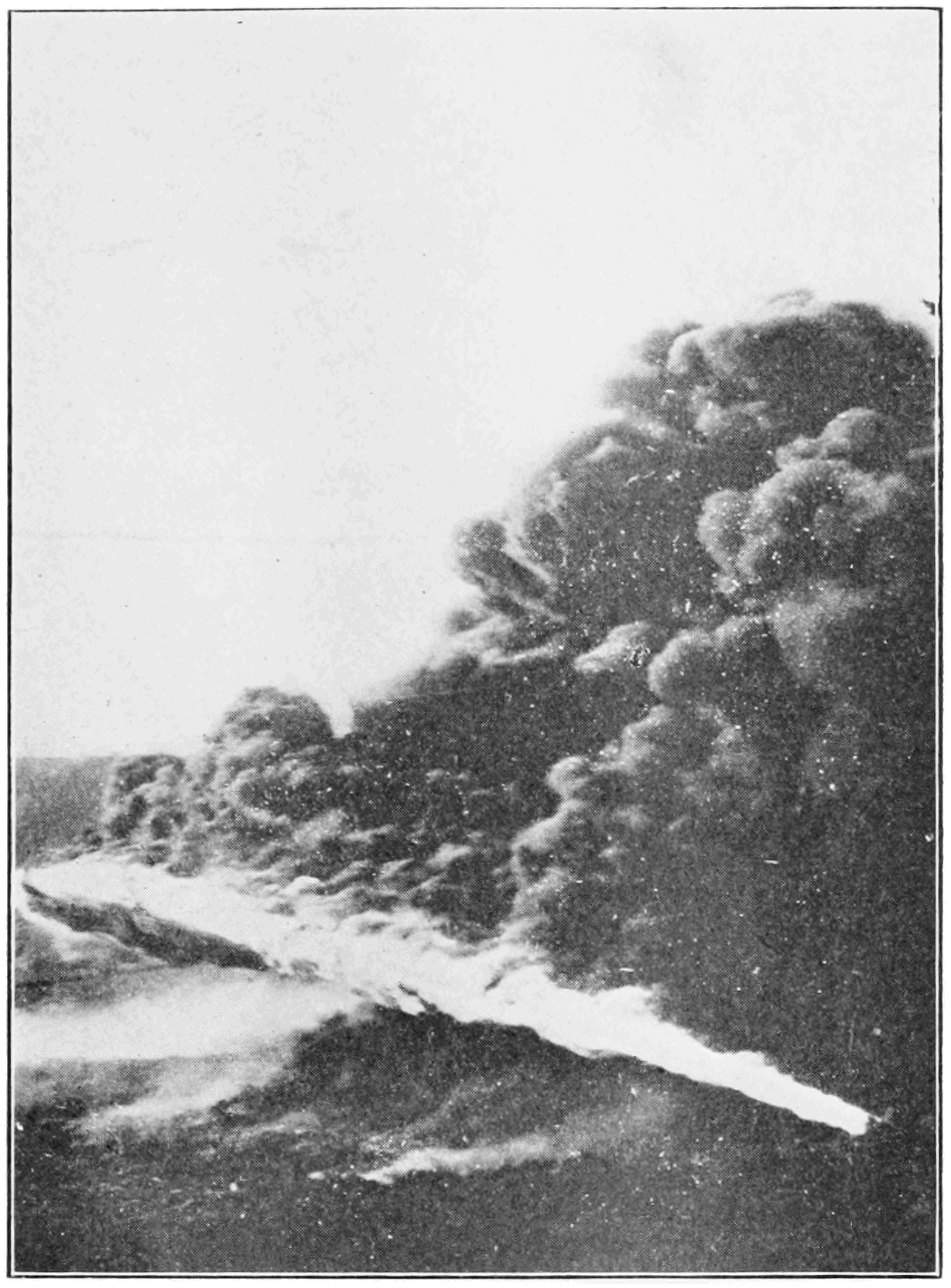
火焰喷射器被用于防御

德意志帝国陆军将火焰喷射器  用于在西线战场扫清协约国军战壕。这种武器首次投入实战是在1915年7月30日的胡格战斗中。德军装备了两种火焰喷射器：可供单人使用的小型火焰喷射器（德语：Kleinflammenwerfer）和需要班组协同操作的大型火焰喷射器（德语：Grossflammenwerfer）。后者需要一人背负燃料罐，另一人持喷管进行攻击。尽管杀伤力巨大，这种武器并没有被大规模使用，因为其过短的射程会使操作手暴露于敌方火力。